# Chelsea Valois
Chelsea Valois (Carrot River, 11 de octubre de 1987) es una deportista canadiense que compitió en bobsleigh. Ganó dos medallas en el Campeonato Mundial de Bobsleigh de 2013, oro en la prueba doble y bronce por equipos.

## Palmarés internacional
| Campeonato Mundial | Campeonato Mundial   | Campeonato Mundial | Campeonato Mundial |
| Año                | Lugar                | Medalla            | Prueba             |
| ------------------ | -------------------- | ------------------ | ------------------ |
| 2013               | Sankt Moritz (Suiza) | Medalla de oro     | Doble              |
| 2013               | Sankt Moritz (Suiza) | Medalla de bronce  | Equipo             |